# VLM Airlines
VLM Airlines – zlikwidowana belgijska biznesowa linia lotnicza z siedzibą w Antwerpii. Głównym węzłem był port lotniczy Londyn-City.
W 2018 roku linia zaprzestała wszelkiej działalności.